# Мидлтаун (округ Дофин, Пенсилванија)
Мидлтаун (енгл. Middletown, Dauphin County) град је у америчкој савезној држави Пенсилванија.

## Демографија
По попису из 2010. године број становника је 8.901, што је 341 (-3,7%) становника мање него 2000. године.
| Група             | 2000.         | 2010.         |
| Белци             | 8.052 (87,1%) | 7.235 (81,3%) |
| Афроамериканци    | 678 (7,3%)    | 737 (8,3%)    |
| Азијати           | 49 (0,5%)     | 160 (1,8%)    |
| Хиспаноамериканци | 294 (3,2%)    | 510 (5,7%)    |
| Укупно            | 9.242         | 8.901         |